# Bugewitz
Bugewitz ist eine Gemeinde südwestlich des Stettiner Haffs, in der Nähe der Stadt Anklam gelegen. Die Gemeinde wird seit dem 1. Januar 2005 vom Amt Anklam-Land mit Sitz in der Gemeinde Spantekow verwaltet. Bis zum 31. Dezember 2004 gehörte die Gemeinde zum Amt Ducherow. Die Gemeinde ist flächenmäßig die größte Gemeinde im Amt und auch die mit der geringsten Bevölkerungsdichte.

## Geografie und Verkehr
Bugewitz liegt östlich der B 109. Anklam liegt ca. 15 km nordwestlich und Ueckermünde ca. 18 km östlich der Gemeinde. Im Nordosten grenzt die Gemeinde mit dem Ortsteil Kamp an das Stettiner Haff. Große Flächen des Gemeindegebietes sind bewaldet.

## Ortsteile
Ortsteile
- Bugewitz
- Bugewitz I
- Lucienhof
- Kalkstein
- Kamp
- Rosenhagen

Wohnplätze und Wüstungen
- Kuhlerort (Wüstung)
- Rietut (Wohnplatz)
- Uhlenort (Wohnplatz)
- Zartenstrom (Wüstung)

## Geschichte

### Bugewitz
Bugewitz wurde erstmals als Bvgoseviz am 18. Mai 1233 urkundlich genannt. Die Namen wechseln in der Schreibweise (u. a. Buchwitz), bis erst 1779 der heutige Name auftaucht. Der Name wird mit der Berühmte gedeutet. Nachdem Bogislaw III. dem Kloster Usedom das Dorf Doblow entzogen hatte, verliehen Herzogin Miroslawa von Pommerellen und ihr Sohn Barnim I. dem Kloster den Ort. Anfang des 14. Jahrhunderts soll im Ort ein Raubschloss derer von Nienkerken bestanden haben.
Bugewitz hatte bereits vor 1835 laut PUM (Preußisches Urmesstischblatt) drei Windmühlen und eine Wassermühle. Alle Mühlen sind noch mindestens bis nach 1920 laut Messtischblatt (MTB) vorhanden. Südlich von Bugewitz befand sich die ehemalige Wassermühle am Mühlengraben, diese entstand 1764. Zum Mühlenbetrieb diente ein ca. 4 Meter im Durchmesser großes Wasserrad. Der Mühlengraben wurde angestaut um die nötige Energie für den Antrieb des Wasserrades zu erhalten. Bis 1934 war die Wassermühle in Betrieb. Das Mühlenrad wurde 1969 wegen Baufälligkeit abgerissen.

### Bugewitz I
Mit Bugewitz I wird erst seit 1995 der Ortsteil von Bugewitz genannt, der durch das Gut und einige Landarbeiterhäuser bereits vor 1835 laut PUM gebildet wurde. Vom Gut sind nur noch Relikte von Wirtschaftsgebäuden erhalten. Es ist ein Wohnplatz geworden und wird als Ortsteil in der Hauptsatzung geführt. Es liegt einen Kilometer vom Hauptort entfernt. Dazwischen liegt noch ein Wohnplatz, wo ehemals die Molkerei gestanden hat. Alle drei Teile des Dorfes waren ab 1897 bis 1945 durch die Kleinbahn Anklam-Leopoldshagen verbunden.

### Lucienhof
Lucienhof wurde erstmals 1932 offiziell in den Gemeindeverzeichnissen genannt. Die Ansiedlung war aber bereits vor 1880 laut MTB (Messtischblatt) vorhanden und zwar nur als einzelner Bauernhof. 1875 wurde die Bahnstrecke Ducherow – Swinemünde fertiggestellt. Sie tangierte den Ort und es wurde bei ihm ein Bahnwärterhaus erbaut. Nach der Demontage der Gleis- und Bahnanlagen nach 1945 wurde auch die Verkehrsanbindung des Ortes geändert. Der Ort selbst vergrößerte sich durch die Bodenreform, es wurden zusätzlich zwei Gehöfte angelegt.
Im 21. Jahrhundert ist Lucienhof ein etwas abgelegener Wohnplatz.

### Kalkstein

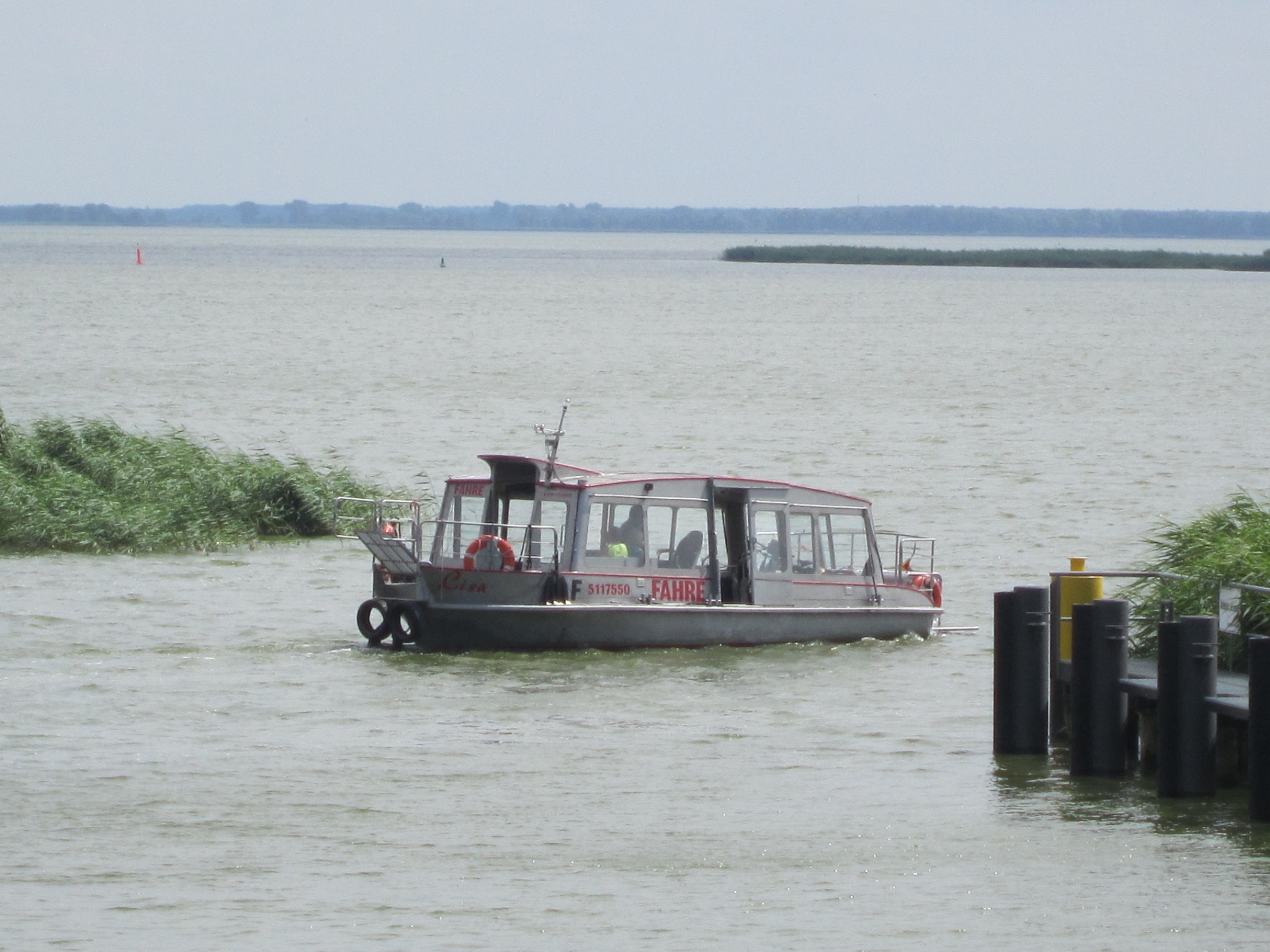
Fahrradfähre auf dem Weg von Karnin nach Kamp über den Peenestrom; im Hintergrund das Stettiner Haff

Kalkstein wurde 1749 mit dem aktuellen Namen erstmals urkundlich erwähnt. Vorher hieß der Platz um 1708 Schwalkenheide – es gibt dazu aber keine näheren Angaben. Der Ort Kalkstein wurde 1749 auf Initiative Friedrich II. als Kolonistendorf aus 12 kleinen Gehöften angelegt. Diese Kolonisten waren Kleinbauern mit je rund 100 ha Landwirtschaft.
Der Preußenkönig Friedrich II. benannte den Ort nach seinem Generalfeldmarschall Christoph Wilhelm von Kalckstein.
Kalkstei gehörte zur Kirchengemeinde Leopoldshagen im Kreis Anklam.
Östlich des Ortes lag ein einzelnes Gehöft, das zu einer dort stehenden Bockwindmühle gehörte. Diese ist vor 1880 laut MTB entstanden, aber nach MTB von 1920 davor verschwunden. Das Gleiche gilt für zwei nordwestlich des Dorfes gelegene Bockwindmühlen, die aber dicht am Dorf und nicht separat standen.
Am 1. Juli 1950 kam Kalkstein zu Bugewitz.
Beidseitig des breiten Straßenangers liegen je sechs Gehöfte. Diese Dorfform hat sich bis im 21. Jahrhundert erhalten, lediglich beim ostwärts gelegenen Mühlengehöft hat sich eine größere moderne Ansiedlung gebildet.

### Kamp
Kamp wurde 1357 als Cruneskamp erstmals urkundlich erwähnt.

### Rosenhagen
Rosenhagen wurde erstmals mit gleichem Namen am 31. Dezember 1282 urkundlich genannt. Es handelt sich um eine Schenkung von Bogislaw IV. an die Stadt Anklam. Es ist eine frühdeutsche sassische (Sachsen = Niedersachsen) Gründung, ein Hagen- also Rodungsdorf. Unter gleichem Namen wurde es auch in der Lubinschen Karte von 1618 verzeichnet.
Rosenhagen ist ein langgestrecktes Angerdorf mit mehreren kleineren Bauernhöfen, die auf Grund der landschaftlichen Lage wohl eher Viehhalter waren.
Rosenhagen wurde seit 1876 von der Bahnstrecke Ducherow nach Swinemünde gestreift, beim Ort befand sich seit 1897 ein Kreuzungspunkt dieser Bahnstrecke zur Karniner Brücke mit der Anklam – Leopoldshagener Kleinbahnstrecke. Für letztere gab es am Ort einen Haltepunkt. Beide Strecken wurden 1945 als Reparation demontiert.
Nördlich des Ortes lag die Rosenhagener Ziegelei, die aber die Anklamer Ziegelei genannt wurde. Sie bestand laut PUM schon vor 1835 und ist aber nach 1920 eingegangen. Auf den Luftbildern erkennt man noch heute die Grundmauern. Für diese Ziegelei war bei Rosenhagen eine große Tongrube, die heute gewässert ist, aber in Teilen auch renaturiert ist.

### Kuhlerort (Wüstung)
Am Haff lag der Ortsteil von Bugewitz der 1618 in der Lubinschen Karte mit „Kulerort“ bezeichnet wurde. Es war eine Holländerei, die nach 1920 wüst gefallen ist. Der Ort wurde noch 1932 als zu Bugewitz gehörend bezeichnet. Von Kuhlerort zeugen jetzt nur noch Flurnamen.

### Rietut (Wohnplatz)
Rietut wurde als „Ritut“ seit 1920 im Messtischblatt gezeichnet, aber nicht offiziell registriert. Erst seit 1995 ist es als Wohnplatz in den offiziellen Karten verzeichnet. „Riet ut“ ist eine niederdeutsche Redewendung für „Reiß aus“. Es ist ein im Schwemmgebiet des Peenestroms gelegener Einzelhof nahe bei Kamp, der neben der ehemaligen Bahnstrecke zur Karniner Hubbrücke auf einer Insel im Überschwemmungsgebiet liegt.

### Uhlenort (Wohnplatz)
Uhlenort ist eine Neuansiedlung, erstmals 1995 offiziell in der Usedom-Regionalkarte genannt. Es ist identisch mit der südlich von Bugewitz gelegenen älteren Ansiedlung bei der ehemaligen Molkerei. Dieser Wohnplatz ist in der Hauptsatzung nicht als Ortsteil geführt. Der Name wurde wahrscheinlich vom ehemaligen Kuhlerort abgeleitet.

### Zartenstrom (Wüstung)
Zartenstrom wurde 1865 erstmals als solches genannt. Es waren ein Forsthaus und ein Torfhaus, letzteres wurde aber später aufgegeben, da die Torfstecherei nach 1950 eingestellt wurde. Das Forsthaus war noch bis in die 1990er Jahre als Wohnhaus belegt, nach der steigenden Vernässung wegen der Renaturierung der Torfmoore um Anklam wurde es aber leer gezogen und ist jetzt Ruine. In den Topografischen Karten ist der Ort noch ausgewiesen. In den Satellitenaufnahmen ist noch ein Gebäude und ein Bootsschuppen zu erkennen.

## Politik

### Gemeindevertretung und Bürgermeister
Der Gemeinderat besteht (inkl. Bürgermeisterin) aus 6 Mitgliedern. Die Wahl zum Gemeinderat am 26. Mai 2019 hatte folgende Ergebnisse:
| Partei/Bewerber                    | Prozent | Sitze |
| ---------------------------------- | ------- | ----- |
| Wählergemeinschaft Am Mühlengraben | 66,41   | 4     |
| Wählergruppe Gemeinde Bugewitz     | 33,01   | 2     |

Bürgermeisterin der Gemeinde war bis zu ihrem Tod im April 2024 Ruth Schiller, sie wurde mit 65,00 % der Stimmen gewählt.

### Wappen, Flagge, Dienstsiegel
Die Gemeinde verfügt über kein amtlich genehmigtes Hoheitszeichen, weder Wappen noch Flagge. Als Dienstsiegel wird das kleine Landessiegel mit dem Wappenbild des Landesteils Vorpommern geführt. Es zeigt einen aufgerichteten Greifen mit aufgeworfenem Schweif und der Umschrift „GEMEINDE BUGEWITZ * LANDKREIS VORPOMMERN-GREIFSWALD“.

## Sehenswürdigkeiten
- Anklamer Torfmoor
- Die Kirche Bugewitz entstand vermutlich im 15. Jahrhundert, wurde im Dreißigjährigen Krieg stark zerstört und im Jahr 1718 wieder aufgebaut. Die Kirchenausstattung ist einheitlich mit neugotischem Dekor und stammt aus dem Jahr 1880.
- Fährhafen und Marina Kamp am Stettiner Haff mit nebenliegender Festlandanbindung an die Hubbrücke Karnin
- Turmhügel Bugewitz
- Die Kapelle Rosenhagen wurde vermutlich im 17. Jahrhundert errichtet und im zweiten Viertel des 19. Jahrhunderts neogotisch überformt. Aus dieser Zeit stammt auch die Kirchenausstattung mit einem Kanzelaltar und einer verglasten Westempore.

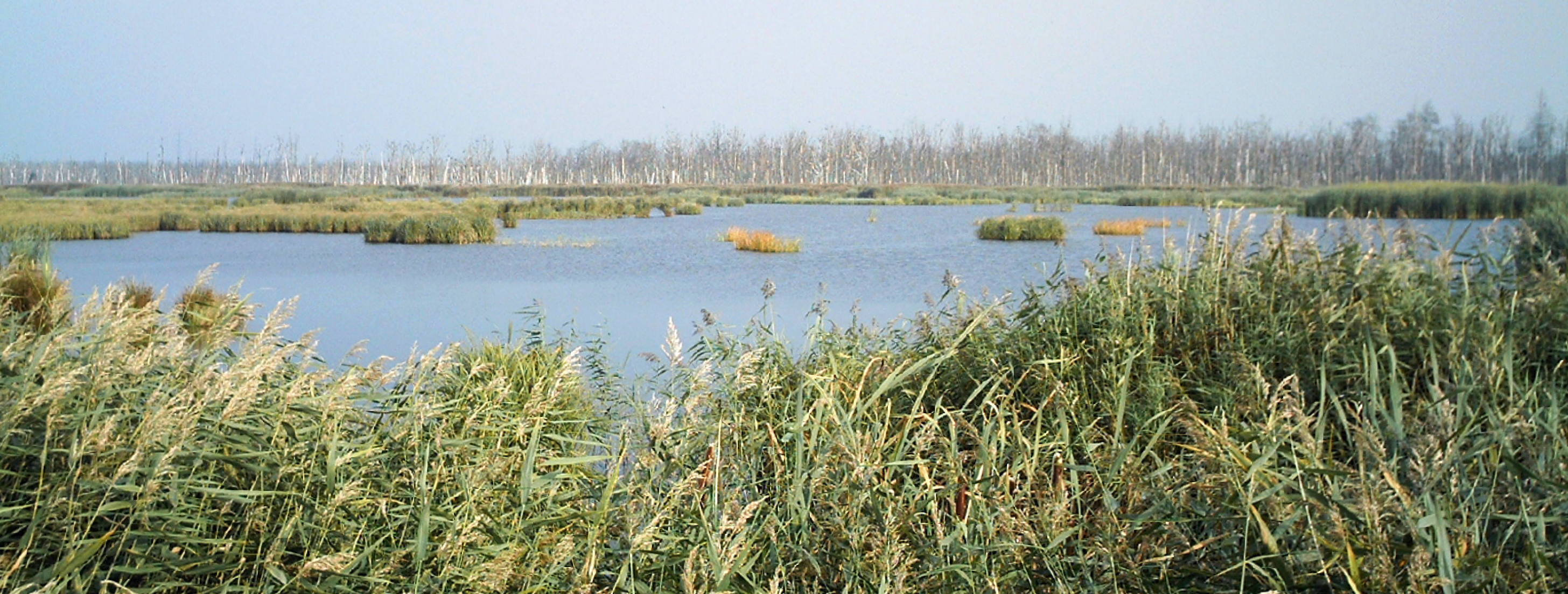
Anklamer Torfmoor bei Rosenhagen
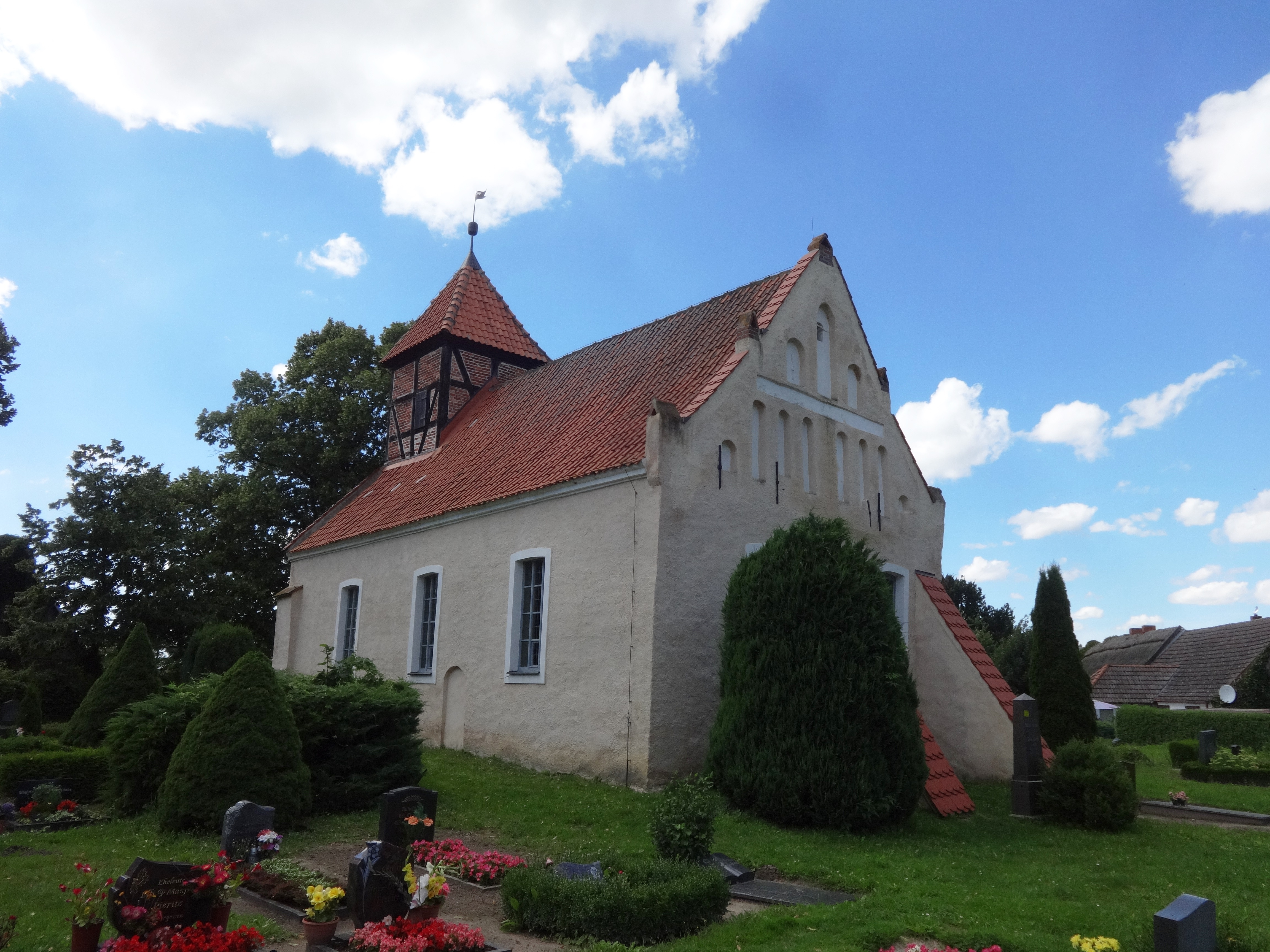
Kirche Bugewitz
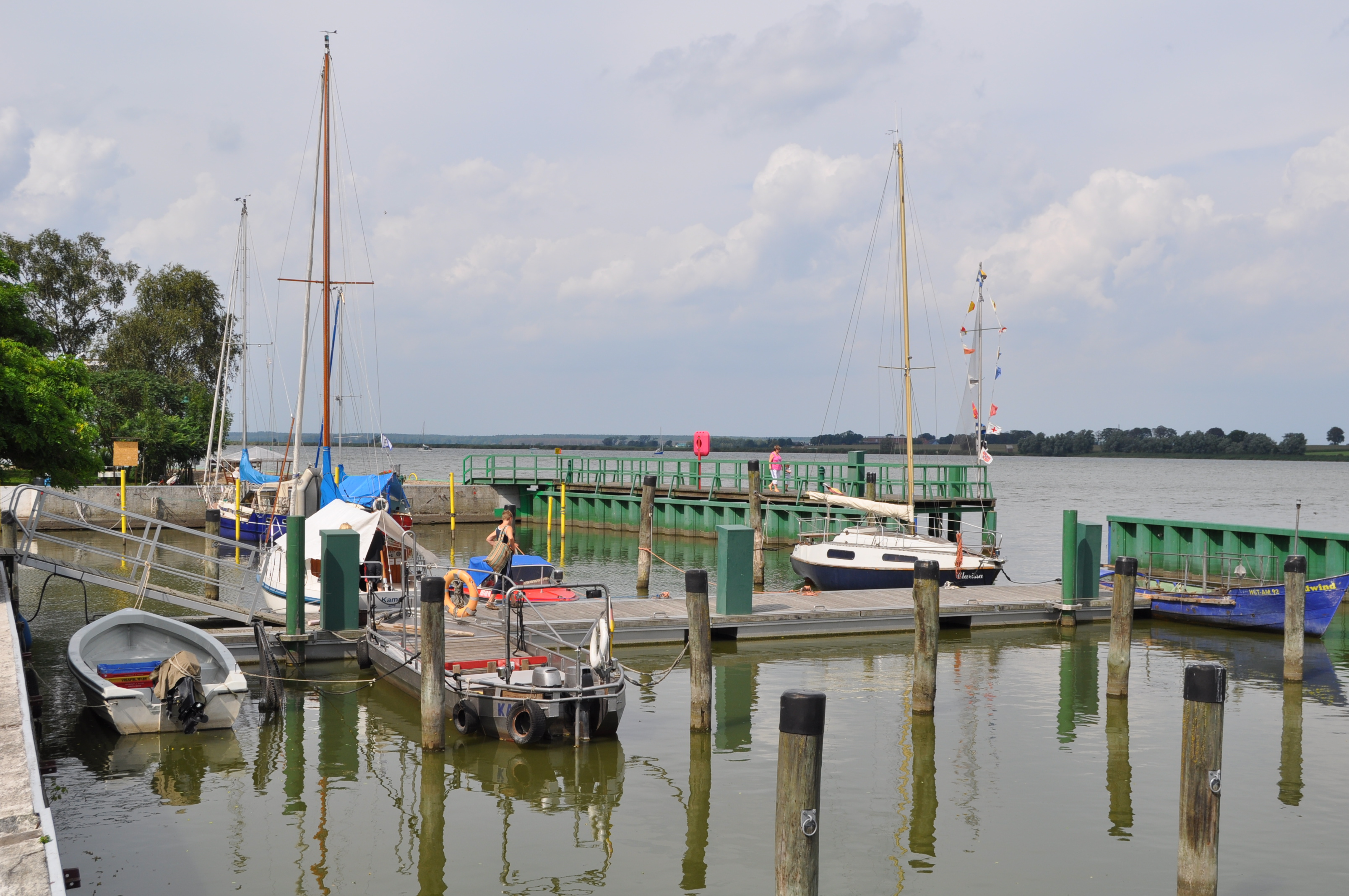
Fährhafen und Marina Kamp
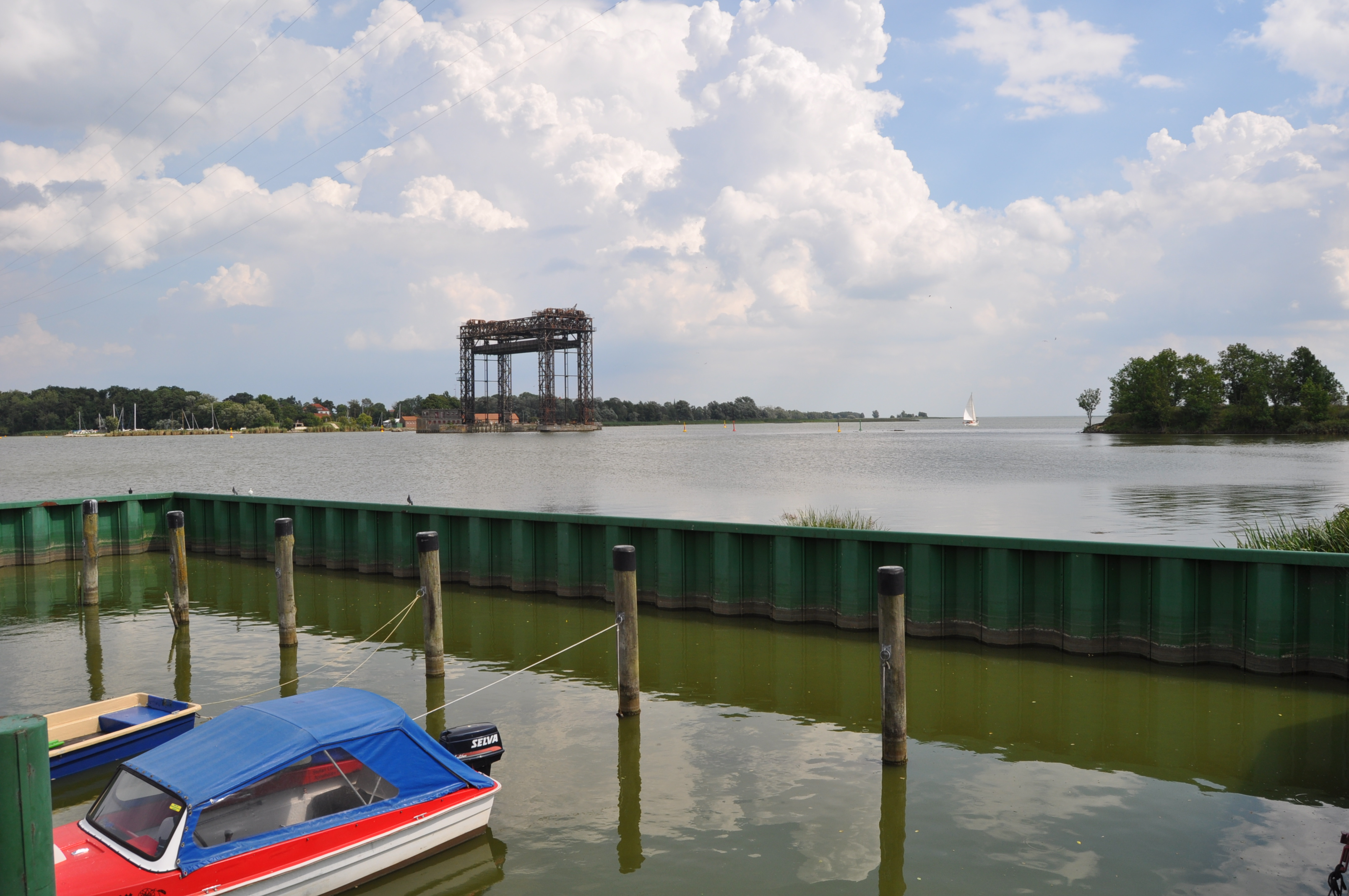
Anbindung der Karniner Hubbrücke an das Festland – rechts bei Kamp
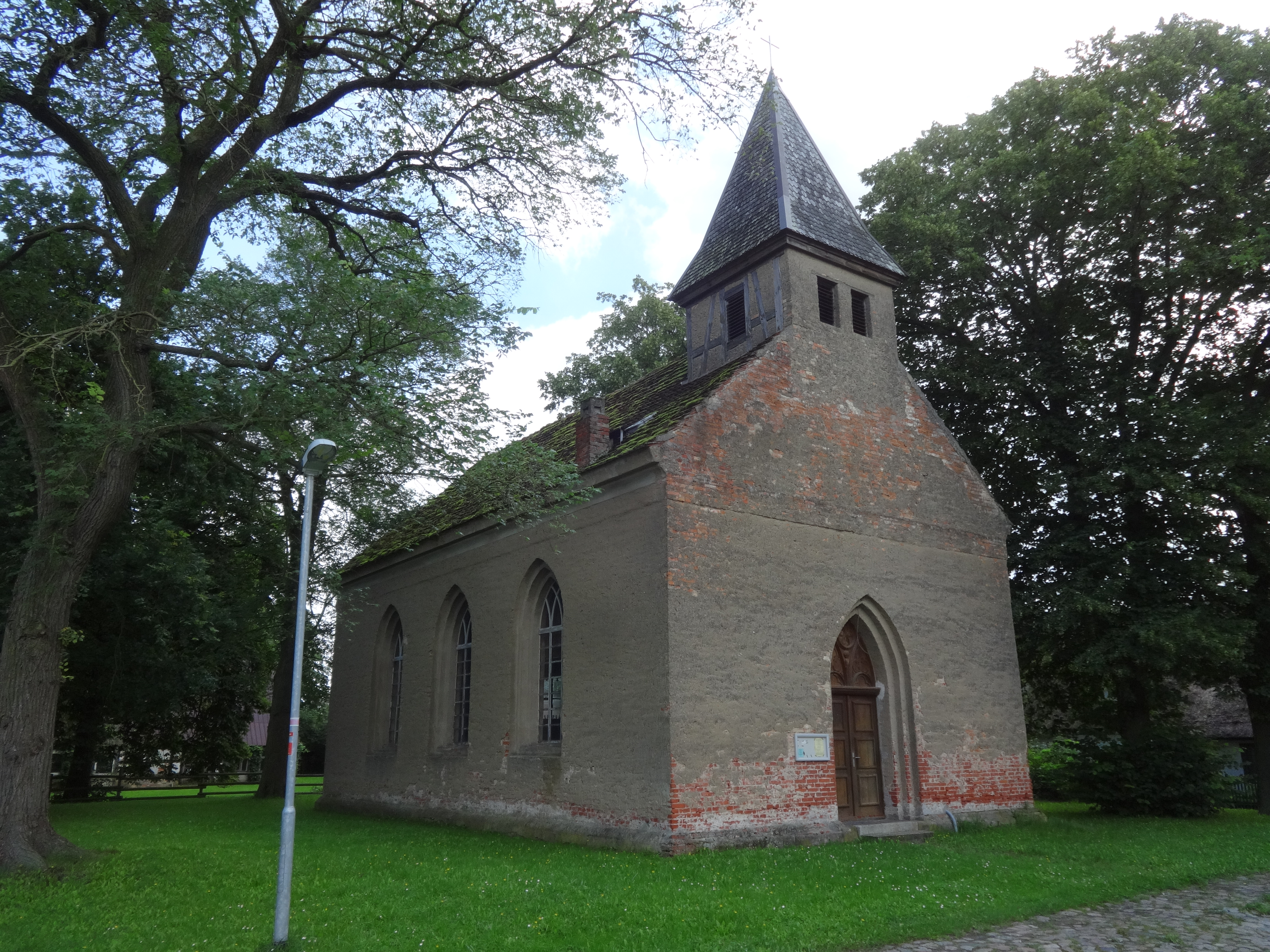
Kapelle Rosenhagen

## Kultur und regelmäßige Veranstaltungen
Im Ort ist seit 2002 der Kulturverein Weitblick aktiv. Er veranstaltet im Ort sowie in der Region Konzerte, Lesungen, Kunstauktionen und ein Kindertheater. Daneben existiert seit 1989 in Bugewitz ein Karnevalsclub.